# Ilio
Ilion (Grieks: Ίλιον) is een noordelijke buitenwijk van Athene, Griekenland. Het is een van de grootste buitenwijken van Athene en een gemeente (dimos) in de regio Attica, voormalig departement Athene.

## Geografie
Ilion ligt ten zuidoosten van de berg Aigaleo, 6 km ten noordwesten van het stadscentrum van Athene. Aangrenzende gemeenten zijn Agioi Anargyroi-Kamatero in het noordoosten, Petroupoli in het noordwesten en Peristeri in het zuiden. De hoofdstraten van Ilion zijn Fylis Avenue, Thivon Avenue, Idomeneos Street en Protesilaou Street.

## Historische bevolking
| Jaar | Bevolking |
| ---- | --------- |
| 1951 | 5460      |
| 1961 | 31810     |
| 1971 | 56127     |
| 1981 | 72427     |
| 1991 | 78326     |
| 2001 | 80859     |
| 2011 | 84793     |

## Zustersteden
- Corigliano d'Otranto,  Italië
- Tulcea,  Roemenië